# Nadeeka Lakmali
Nadeeka Lakmali Bambarenda Liyanage (singhalesisch නදීක ලක්මාලි; * 18. September 1981 in Vekadahena) ist eine sri-lankische Speerwerferin.

## Sportliche Laufbahn
Erste internationale Erfahrungen sammelte Nadeeka Lakmali 2002 bei den Asienmeisterschaften in Colombo, bei denen sie mit einer Weite von 46,21 m den siebten Platz belegte. Im Jahr darauf nahm sie erneut an den Asienmeisterschaften in Manila teil und wurde dort mit 48,94 m Fünfte. 2004 gelangte sie bei den Südasienspielen in Islamabad mit 49,08 m auf den vierten Platz und 2005 erreichte sie bei den Asienmeisterschaften in Incheon mit einem Wurf auf 48,54 m den neunten Platz. 2006 siegte sie mit 50,73 m bei den Südasienspielen in Colombo und nahm daraufhin erstmals an den Asienspielen in Doha teil, bei denen sie mit 52,54 m Rang sieben belegte. Im Jahr darauf belegte sie bei den Militärweltspielen in Hyderabad mit 53,83 m Platz vier und gewann bei den Asienmeisterschaften in Amman mit einem Wurf auf 52,59 m die Bronzemedaille hinter der Thailänderin Buoban Pamang und Kim Kyung-ae aus Südkorea. 2008 nahm sie an den Olympischen Spielen in Peking teil, bei denen sie aber mit 54,28 m in der Qualifikation ausschied.
2010 nahm sie erstmals an den Commonwealth Games in Neu-Delhi teil und wurde dort mit einer Weite von 53,36 m Siebte, ehe sie anschließend bei den Asienspielen in Guangzhou mit 50,68 m den achten Platz belegte. Im Jahr darauf klassierte sie sich bei den Asienmeisterschaften in Kōbe mit 51,94 m auf dem fünften Platz und 2013 gewann sie bei den Asienmeisterschaften in Pune mit neuem Landesrekord von 60,16 m die Silbermedaille hinter der Chinesin Li Lingwei. Damit qualifizierte sie sich auch erstmals für die Weltmeisterschaften in Moskau, bei denen sie mit 58,16 m im Finale den zwölften Platz belegte. Bei den Commonwealth Games 2014 in Glasgow erreichte sie mit 59,04 m Platz sechs und anschließend wurde sie bei den Asienspielen im südkoreanischen Incheon mit 57,71 m Fünfte. Im Jahr darauf verpasste sie bei den Asienmeisterschaften in Wuhan mit 52,29 m als Vierte eine weitere Medaille, gewann aber anschließend bei den Militärweltspielen in Mungyeong mit einer Weite von 55,79 m die Bronzemedaille hinter der Chinesin Zhang Li und Jucilene de Lima aus Brasilien. 2016 gewann sie bei den Südasienspielen in Guwahati mit einem Wurf auf 54,82 m die Bronzemedaille hinter den beiden Inderinnen Suman Devi und Annu Rani. 
Nach einem Jahr Wettkampfpause startete Lakmali 2018 wieder bei nationalen Wettkämpfen und gewann 2019 bei den Militärweltspielen in Wuhan mit 52,73 m erneut die Bronzemedaille hinter der Chinesin Zhang und der Brasilianerin Laila Domingos. Anschließend sicherte sie sich Anfang Dezember bei den Südasienspielen in Kathmandu mit 54,41 m die Silbermedaille hinter ihrer Landsfrau Dilhani Lekamge.
2005 und 2013 sowie 2015 und 2019 wurde Lakmali sri-lankische Meisterin im Speerwurf.